# Miranda do Corvo
|  | Per a altres significats, vegeu «Corvo (desambiguació)». |

Miranda do Corvo és un municipi portuguès, situat al districte de Coïmbra, a la regió del Centre i a la subregió de Pinhal Interior Norte. L'any 2006 tenia 13.622 habitants. Limita al nord-est amb Vila Nova de Poiares, a l'est amb Lousã, al sud-est amb Figueiró dos Vinhos, al sud-est amb Penela, a l'oest amb Condeixa-a-Nova i al nord-oest amb Coïmbra.

## Història
Va rebre la carta foral d'Afonso Henriques el 19 de novembre de 1136.

## Població
| Població del concelho de Miranda do Corvo (1801 – 2004) | Població del concelho de Miranda do Corvo (1801 – 2004) | Població del concelho de Miranda do Corvo (1801 – 2004) | Població del concelho de Miranda do Corvo (1801 – 2004) | Població del concelho de Miranda do Corvo (1801 – 2004) | Població del concelho de Miranda do Corvo (1801 – 2004) | Població del concelho de Miranda do Corvo (1801 – 2004) | Població del concelho de Miranda do Corvo (1801 – 2004) | Població del concelho de Miranda do Corvo (1801 – 2004) |
| ------------------------------------------------------- | ------------------------------------------------------- | ------------------------------------------------------- | ------------------------------------------------------- | ------------------------------------------------------- | ------------------------------------------------------- | ------------------------------------------------------- | ------------------------------------------------------- | ------------------------------------------------------- |
| 1801                                                    | 1849                                                    | 1900                                                    | 1930                                                    | 1960                                                    | 1981                                                    | 1991                                                    | 2001                                                    | 2004                                                    |
| 6412                                                    | 5891                                                    | 12751                                                   | 12608                                                   | 12810                                                   | 12231                                                   | 11674                                                   | 13069                                                   | 13400                                                   |

## Freguesies
- Lamas
- Miranda do Corvo (freguesia)
- Rio Vide
- Semide (amb Senhor da Serra)
- Vila Nova